# Pinarnegrillo
Pinarnegrillo és un municipi de la província de Segòvia, a la comunitat autònoma de Castella i Lleó.

## Demografia
| 1991 | 1996 | 2001 | 2004 |
| ---- | ---- | ---- | ---- |
| 216  | 205  | 187  | 162  |